# Мбаньє
Мба́ньє (ісп. Isla de Mbañe; фр. île de Mbanié) — невеличкий острів без постійного населення, що знаходиться у гирлі річки Мбіні (затока Біафра) за 16 кілометрів від узбережжя Габону і 66 кілометрів від Екваторіальної Гвінеї. Розташований на північ від Лібревіля поблизу адміністративного кордону материкової частини Екваторіальної Гвінеї та Габону, де-факто контролюється останнім, є джерелом територіальної суперечки між країнами.

## Належність
Цей острів у багатьох випадках не був позначений на картах колоніальних імперій Франції та Іспанії через його незначність. Важливість цього безлюдного острова зросла, коли поряд було знайдено родовища нафти.
У 1958 році Іспанія зафіксувала морські межі своєї колонії у затоці, де знаходяться острови Мбаньє, Кокотьє і Конгас. Після отримання Екваторіальною Гвінеєю незалежності Габон і французька нафтова компанія Elf-Aquitaine оскаржують претензії на ці острівці.
Власне конфлікт почався 1972 року, коли екваторіальногвінейський уряд на чолі з Франсиско Нгемою зробив заяву, що за Паризьким договором 1900 року спірні острови були розташовані в іспанських водах, а відтак належать Екваторіальній Гвінеї.
За версією Габону 1974 року президент цієї країни, Омар Бонго, і президент Екваторіальної Гвінеї Нгема підписали угоду про передачу островів Габону, Екваторіальна Гвінея спростовує це.
Посередництво ООН, що почалося 2003 року після того, як габонці висадилися на острові, не призвело до вирішення суперечки.

## Цікавий факт
- Нафтова компанія Shell підписала контракт із розвідки нафтових родовищ у цьому районі з урядом Габону, тоді як іспанська Repsol і американська ExxonMobil мають контракти з Екваторіальнлю Гвінеєю.